# Скеля з трьома печерами
Ске́ля з трьома́ пече́рами — геологічна пам'ятка природи місцевого значення в Україні. Розташована в межах Миколаївського району Львівської області, біля південно-східної околиці села Ілів. 
Площа 51 га. Оголошена рішенням Львівської облради від 9.10.1984 р, № 495. Перебуває у віданні Стрийського ДЛГ, Бориницьке лісництво. 
Пам'ятка природи створена з метою збереження скельних виходів ерозійного останця, складеного нижньотортонськими вапняками. Розташована серед букового лісу природного походження, на одному з пагорбів Львівського Опілля. Скелі з печерами (грот-кімната і 2 невеликі) були частиною городища Ілів — давньослов'янського язичницького городища-святилища VII—XIV століть.